# Civilizações hidráulicas
A expressão civilizações hidráulicas se refere às civilizações antigas da Mesopotâmia e do Egito e está relacionado ao sistema concebido por Karl August Wittfogel da hipótese causal hidráulica e do modo de produção asiático, que é baseado na teoria marxista. Essa hipótese explicaria a organização social e econômica dessas civilizações com base em sua dependência econômica dos rios que as margeavam, o Tigre e o Eufrates para a Mesopotâmia, e o Nilo para o Egito.
Para Wittfogel, trabalhos de irrigação eram necessários para conter e administrar as cheias sazonais desses rios, tornando as terras próprias para a agricultura, e sua complexidade explicaria um estado de servidão da imensa maioria da população. Para controlar e administrar esse trabalho do povo, bem como a distribuição dos excedentes agrícolas, seria necessária por sua vez uma forte centralização de governo. Essa centralização, o despotismo oriental, teria se dado a princípio em torno dos templos e depois dos palácios reais.

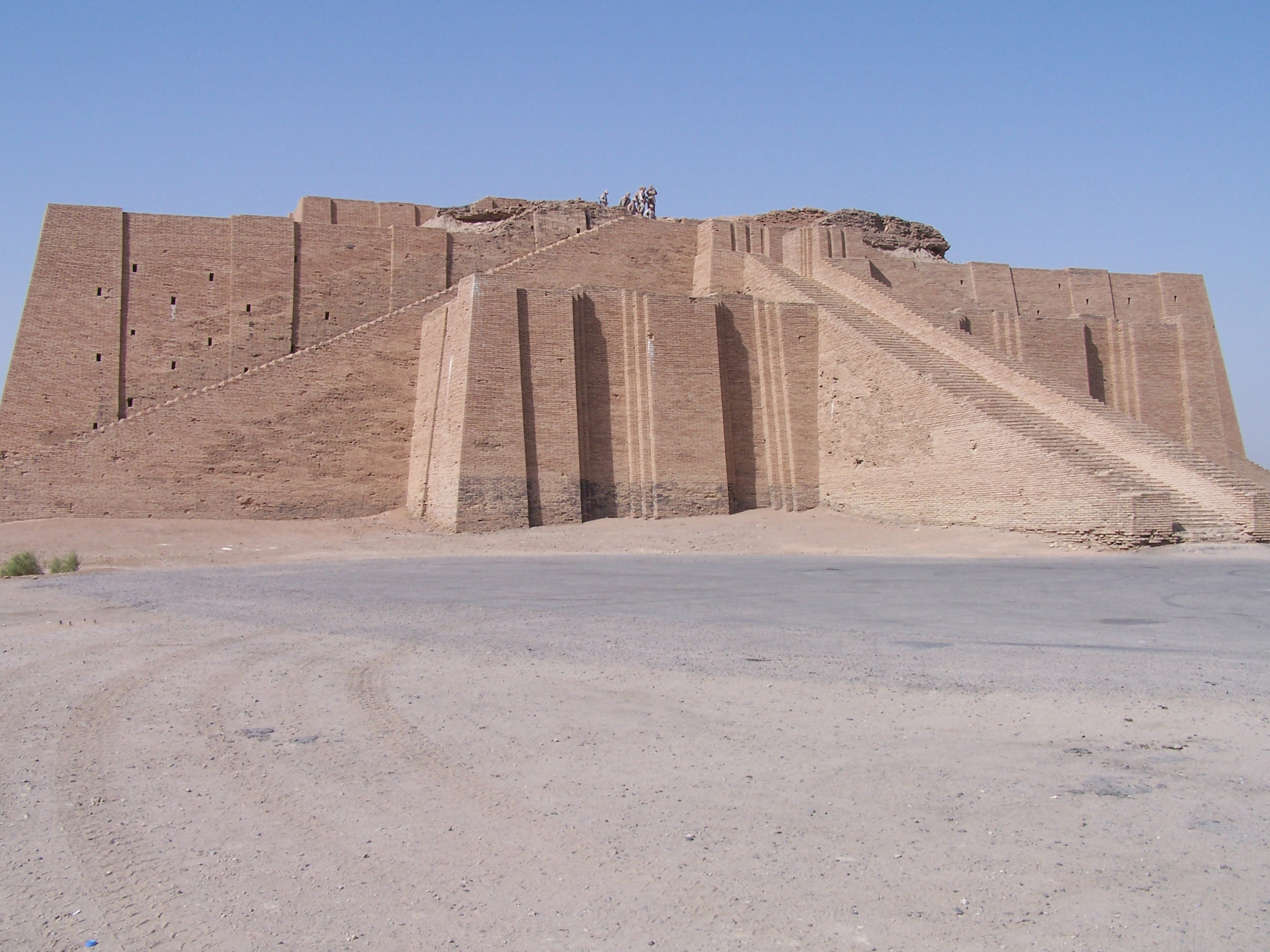
Zigurate de Ur (reconstruído), construção grandiosa que representaria o "poder despótico oriental".

Válida a princípio para as civilizações mesopotâmica e egípcia, essa teoria também foi usada para explicar outras sociedades que cresceram em torno de grandes rios, como a China com os rios Amarelo e Yang-Tsé e a Índia com os rios Indo e Ganges.
A teoria da hipótese causal hidráulica de Wittfogel apareceu em 1957, no livro Oriental Despotism: A Comparative Study of Total Power, e até hoje aparece nos manuais didáticos de históriacomo o fator que explica o desenvolvimento das sociedades antigas do Oriente Próximo. No entanto, vários questionamentos têm sido colocados nas últimas décadas, em especial depois que novas escavações arqueológicas mostraram que a forma como Wittfogel interpretou artefatos e sítios urbanos não estava totalmente correta.